# Harvestehuder Kammerchor
Der Harvestehuder Kammerchor ist ein gemischter Kammerchor aus Hamburg, der seit 1980 besteht.

## Geschichte und Repertoire
Der Chor wurde 1980 durch den Kirchenmusikdirektor und Komponisten Claus Bantzer gegründet, der Kantor an St. Johannis-Harvestehude war. An dieser Kirche probte der Kammerchor, bestritt regelmäßig Konzerte und gestaltete auch den Gottesdienst musikalisch mit. Bis 2008 war St. Johannis-Harvestehude auch Träger des Kammerchores, mit der Pensionierung von Bantzer an St. Johannis ging die Trägerschaft auf einen Trägerverein über.
Der Schwerpunkt des Kammerchors liegt in der Aufführung experimenteller Musik, die verschiedene Epochen und Stile verbindet, sowie Musik mit anderen Künsten durch Formen des Cross-over zusammenführt. Das Repertoire des Chors umfasst neben klassischer und romantischer Chormusik auch zahlreiche Kompositionen des 20. Jahrhunderts, insbesondere auch Jazzmusik.
Es wurden u. a. Konzertreisen nach Frankreich und Italien durchgeführt. Ein Höhepunkt war die Uraufführung des Oratoriums Stella maris von Helge Burggrabe im September 2006 in Chartres anlässlich der 1000-Jahr-Feier der dortigen Kathedrale.
Claus Bantzer gab die Leitung des Chores im Dezember 2017 ab. Seit 2018 ist Edzard Burchards Leiter des Chores, der nicht beruflich mit St. Johannis-Harvestehude verbunden ist. Damit verließ der Kammerchor die Gemeinde, und fand eine neue Heimat in der Epiphanienkirche in Hamburg-Winterhude.

## CD-Veröffentlichungen (Auswahl)
- Jehoschua : Rotes Oratorium, Komposition Helge Burggrabe, Leitung Claus Bantzer, Oehms Classics 2010.
- Sinfonie Nr. 2 c-Moll : Auferstehungssinfonie von Mahler, Leitung Claus Bantzer, Musicaphon 2009.
- Reflections / Selbstbildnisse, Komposition und Leitung von Claus Bantzer, Oehms Classics 2003.
- Es kommt ein Schiff, geladen..., Advents- und Weihnachtsmusik, Leitung Claus Bantzer, Arte Nova (Sony BMG) 2000.
- Das Hohelied Salomos, eine Sammlung Liebeslieder, Leitung Claus Bantzer, Arte Nova (Sony BMG) 1999.
- Geistliche Kreise / Sacred circles mit Ruth Zechlin, Leitung Claus Bantzer, BMG Ariola 1999.
- Chormusik der Romantik, Leitung Claus Bantzer, Arte Nova  (Sony BMG) 1997.
- Johannes Brahms: Weltliche Chorwerke, Leitung Claus Bantzer, Arte Nova (Sony BMG) 1997.
- Mariengesänge, Leitung Claus Bantzer, Arte Nova (Sony BMG) 1996.